# Le Nez d'un notaire
Le Nez d'un notaire est un roman d'Edmond About publié en 1862.

## Résumé
Vers 1855, à 32 ans, Alfred est le meilleur notaire de France. Un jour, il frappe le nez d'un ottoman : Ayvaz. Le lendemain, Ayvaz le provoque en duel et lui coupe le nez d'un coup de sabre. Le docteur Bernier coud le bras d'un quidam, Romagné, au visage d'Alfred pendant un mois. Celui-ci donne 100 louis à Romagné, mais il les dépense très vite.